# Leonora Christina Skov
Leonora Christina Skov (født 31. maj 1976 i Helsinge) er en dansk forfatter.

## Baggrund
Leonora Christina Skov er student fra Helsinge Gymnasium i 1995 og i 2005 mag.art. i litteraturvidenskab fra Københavns Universitet på en afhandling om Frankenstein, gotisk litteratur og ny feministisk litteraturteori. Ved siden af sit forfatterskab fungerede hun fra 2004 til 2006 som litteraturanmelder ved Politiken og fra 2006 til 2018 som litteraturanmelder ved Weekendavisen. I 2010 modtog hun Statens Kunstfonds treårige arbejdslegat for sit forfatterskab. I 2011 blev hun optaget i Kraks Blå Bog. Hun er desuden en flittigt benyttet foredragsholder.

## Karriere
Hendes skønlitterære forfatterskab blev indledt med romanen Rygsvømmeren (2003). I 2006 udgav hun en gendigtning af Lewis Carrolls Alice i Eventyrland, i 2007 romanen Champagnepigen, i 2008 børnebogen Glashuset, i 2010 den gotiske roman Silhuet af en synder, i 2012 romanen Førsteelskeren og i 2015 den Agatha Christie-inspirerede Hvor intet bryder vinden. Med sin sjette roman, den selvbiografiske Den, der lever stille (2018) opnåede hun et stort folkeligt gennembrud. For bogen modtog hun Boghandlernes Gyldne Laurbær i januar 2019 samt Bog & Idé's forfatterpris, Martha Prisen, Spoken Word Prisen  og LGBT Danmarks pris, Årets laks . Hun blev også kåret som Årets Kulturperson ved Danish Rainbow Awards 2018 og som Årets Frederiksberg kunstner i 2022. I 2022 valgte læserne af bibliotekernes site, Litteratursiden, Den, der lever stille til de sidste tyve års bedste danske bog, og i 2024 kårede Kristeligt Dagblads læsere Den, der lever stille til årtusindets bedste danske roman. Den, der lever stille blev købt til filmatisering af Regner Grasten  i 2019 og fik premiere i Puk Grastens instruktion den 30. marts 2023 med Frederikke Dahl Hansen, Jens Albinus, Sarah Boberg og Marina Bouras i hovedrollerne.
I 2021 udkom fortsættelsen til Den, der lever stille,  Hvis vi ikke taler om det, plus det tilhørende soundtrack Kapow Goodbye (tak & undskyld), hvor sangerinden, sangskriveren og komponisten Kristina Holgersen har sat musik til klippede tekster fra de to bøger akkompagneret af Line Felding, bl.a. kendt fra Cody, på cello og alle tre kvinder på kor. For det arbejde var Kristina Holgersen og Leonora Christina Skov i 2022 shortlistet til musikforlæggernes pris, Carl Prisen, som Årets tekstforfattere. I 2020 modtog Leonora Christina Skov Forening for Boghaandværks diplom for påskønnelse af godt bogarbejde for omslagene til sine bøger, som hun skaber sammen med grafikeren Simon Lilholt fra Imperiet. I 2021 var Hvis vi ikke taler det shortlistet til lydbogsprisen Mofibo Awards som årets lydbog og Leonora Christina Skov som årets lydbogsindlæser. Hun indlæser selv alle sine bøger som lydbøger.
I 2022 udkom den populærvidenskabelige fagbog Med på en lytter - en rejse i lytningens univers skrevet af videnskabsjournalist ved Weekendavisen, Annette K. Nielsen, i samarbejde med Leonora Christina Skov. Bogen var shortlistet til Jyllands-Postens litteraturpris for faglitteratur.
Fra 2000 til 2003 var Leonora Christina Skov bestyrelsesmedlem i Kvindeligt Selskab. I 2003 medvirkede hun i DR2's satireserie OBLS – Oplysning om bøsser og lesbiske til samfundet. I 2008 blev hun kåret som Årets Regnbueperson af Landsforeningen for Bøsser og Lesbiske. Hun deltog jævnligt i kulturprogrammet Smagsdommerne på DR2 og deltager fortsat i Sara og Monopolet på P6 og Mads og A-holdet på Podimo.
Silhuet af en synder er solgt til udgivelse i Norge, Spanien og Tyskland, Førsteelskeren er solgt til udgivelse i Tyskland, Hvor intet bryder vinden er solgt til udgivelse i Tyskland, Holland og Tjekkiet, og Den, der lever stille er solgt til udgivelse i Sverige, Serbien og Taiwan.
Leonora Christina Skov skriver gerne sine bøger i udlandet og har gennem årene været writer-in-residence på Hawthornden Castle i Skotland, Sangam House i Indien, Château de Lavigny i Schweiz, Swatch Art Peace Hotel i Shanghai, Art Omi i USA, Cholamandal Artist Village i Indien, Fair Isle Studio på Fair Isle, Shetlandsøerne samt ved Det Danske Institut i Athen og Damaskus. Hun har desuden fået tildelt ophold i Jyllands-Postens Fonds legatbolig i Berlin og FrederiksbergFondens legatbolig i Berlin, Statens legatbolig Paris samt Det Danske Kulturinstituts legatbolig i Sankt Petersborg.
Løbende har Leonora Christina Skov deltaget i internationale litteraturfestivaler. I 2019 EU-China International Literary Festival i Beijing, Kina, i 2016 i Dhaka Lit fest i Dhaka, Bangladesh, og i 2016 i Kala Ghoda Arts Festival i Mumbai, Indien.

## Privat
Hun er bosat på Frederiksberg C og er gift med videnskabsjournalist, mag.art. Annette K. Nielsen.